# Liste der Mitglieder des US-Repräsentantenhauses aus Kansas

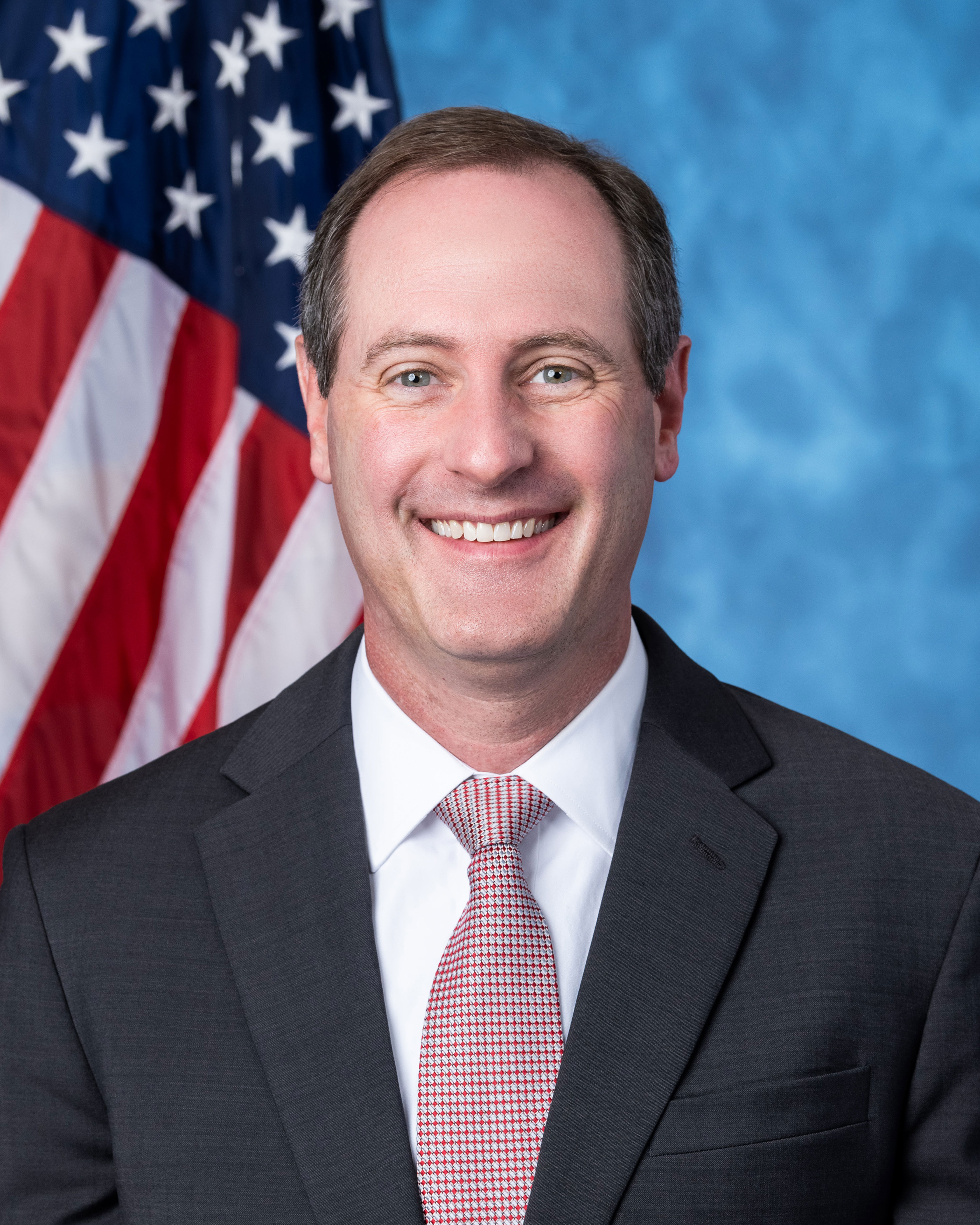
Tracey Mann, derzeitiger Vertreter des ersten Kongresswahlbezirks von Kansas

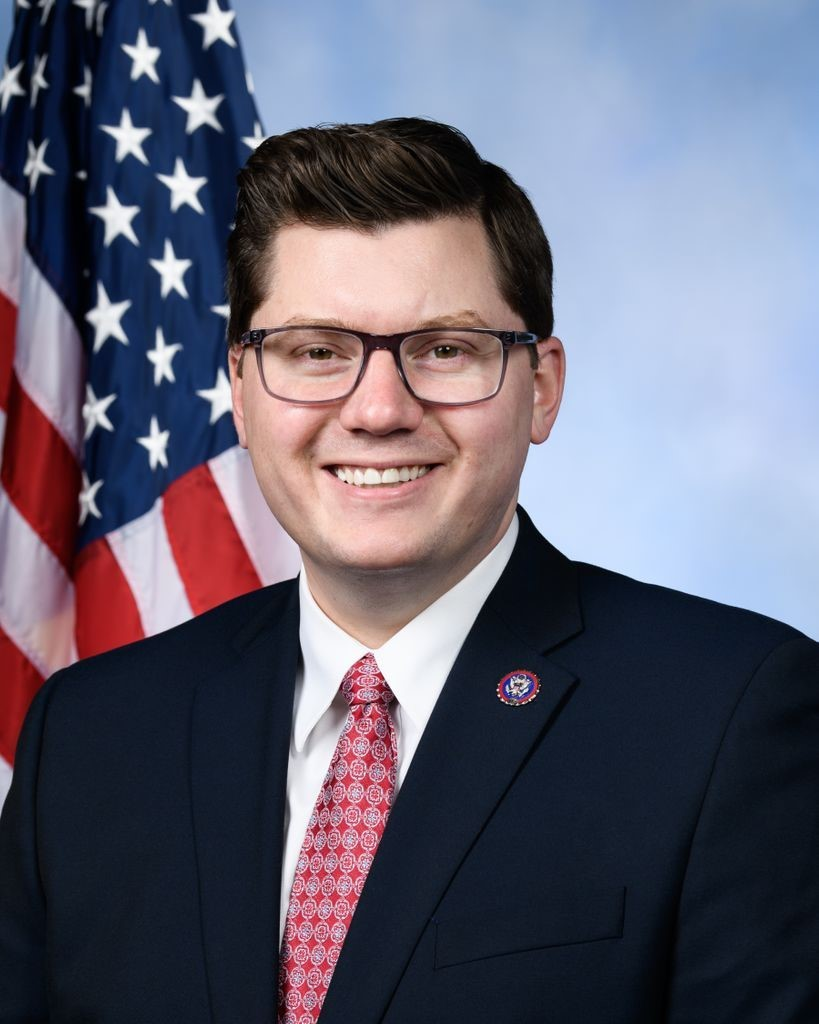
Jake LaTurner, derzeitiger Vertreter des zweiten Kongresswahlbezirks von Kansas

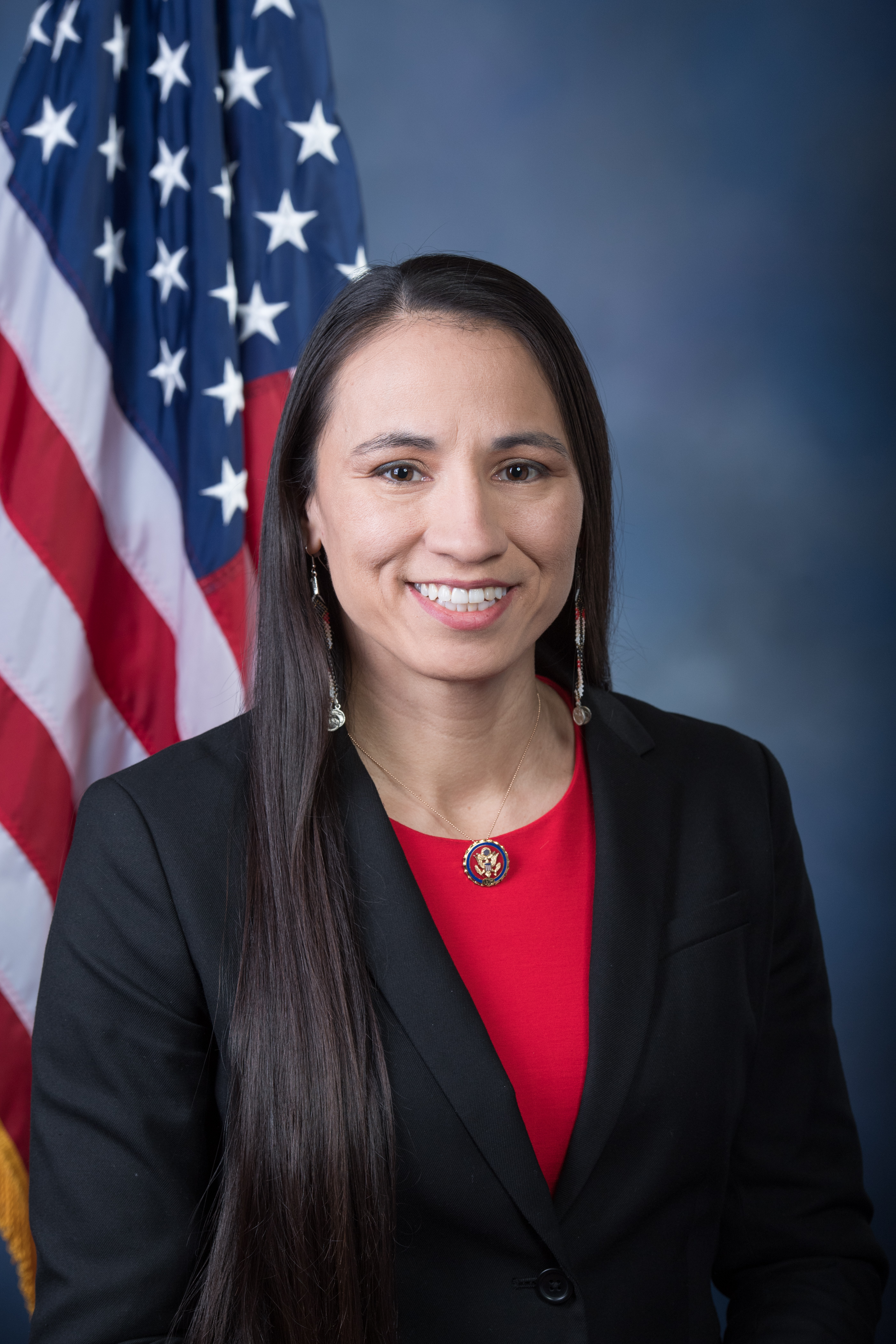
Sharice Davids, derzeitige Vertreterin des dritten Kongresswahlbezirks von Kansas

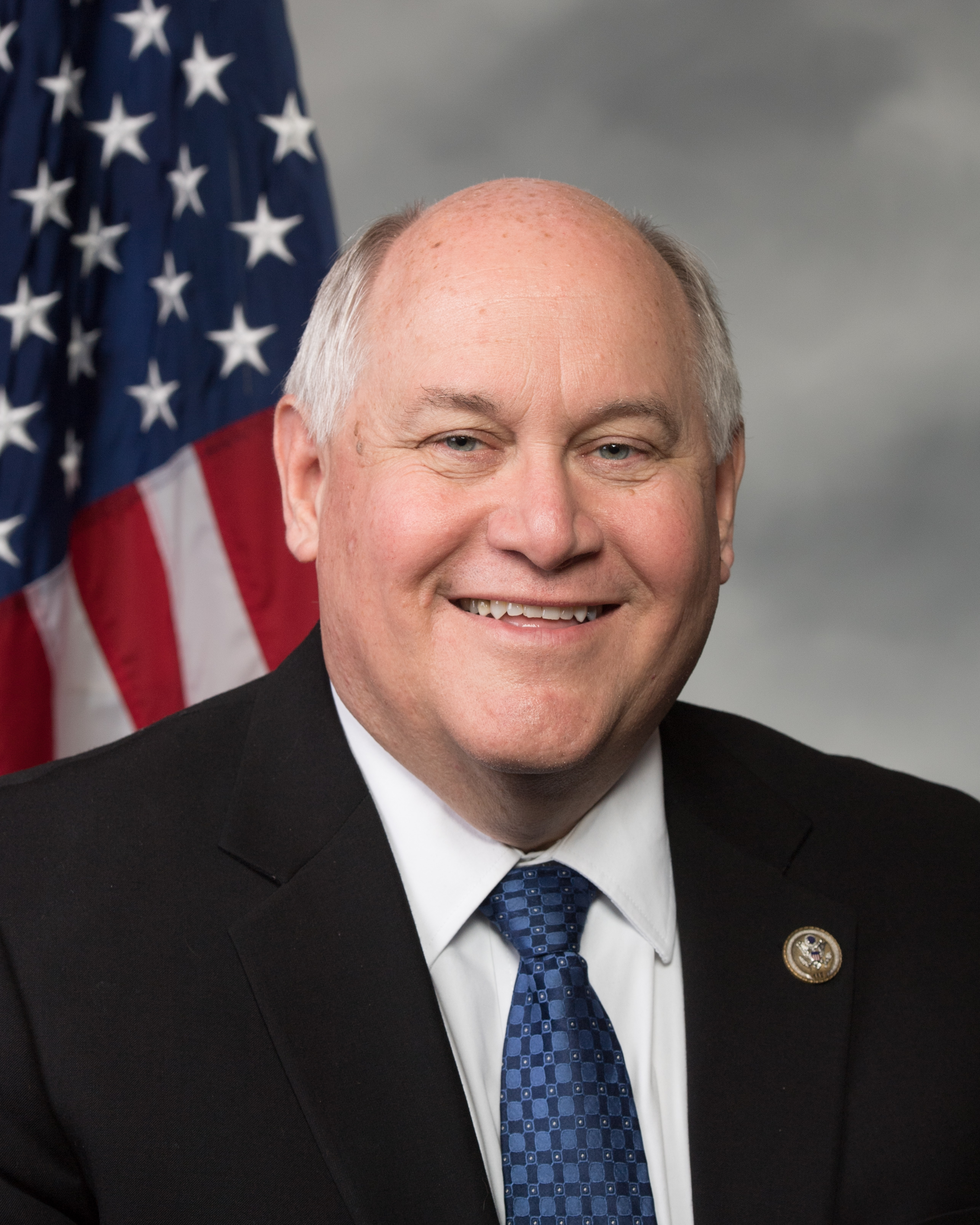
Ron Estes, derzeitiger Vertreter des vierten Kongresswahlbezirks von Kansas

Diese Liste führt alle Politiker auf, die seit 1854 für das Kansas-Territorium und später für den Bundesstaat Kansas dem Repräsentantenhaus der Vereinigten Staaten angehört haben. Nach dem Beitritt zur Union stellte Kansas zunächst nur einen Abgeordneten in Washington; zwischen 1893 und 1933 wurde die bislang maximale Anzahl von acht erreicht. Derzeit wird Kansas von vier Abgeordneten im Repräsentantenhaus vertreten. Die Wahl erfolgte bis 1893 für alle Mandate staatsweit („at large“); danach wurden Wahlbezirke eingeführt. Lediglich der achte Sitz wurde noch bis 1907 in einer At-Large-Wahl vergeben.

## Delegierte des Kansas-Territoriums (1854–1861)
| Name                   | Amtszeit                         | Partei       |
| ---------------------- | -------------------------------- | ------------ |
| John Wilkins Whitfield | 20. Dezember 1854 – 3. März 1857 | Demokrat     |
| Marcus Junius Parrott  | 4. März 1857 – 29. Januar 1861   | Republikaner |

## 1. Sitz (seit 1861)
| Name                       | Amtszeit                        | Partei       |
| -------------------------- | ------------------------------- | ------------ |
| Martin Franklin Conway     | 29. Januar 1861 – 3. März 1863  | Republikaner |
| Abel Carter Wilder         | 4. März 1863 – 3. März 1865     | Republikaner |
| Sidney Clarke              | 4. März 1865 – 3. März 1871     | Republikaner |
| David Perley Lowe          | 4. März 1871 – 3. März 1875     | Republikaner |
| William Addison Phillips   | 4. März 1875 – 3. März 1879     | Republikaner |
| John Alexander Anderson    | 4. März 1879 – 3. März 1885     | Republikaner |
| Edmund Needham Morrill     | 4. März 1885 – 3. März 1891     | Republikaner |
| Case Broderick             | 4. März 1891 – 3. März 1899     | Republikaner |
| Charles Curtis             | 4. März 1899 – 28. Januar 1907  | Republikaner |
| Daniel Read Anthony        | 23. Mai 1907 – 3. März 1929     | Republikaner |
| William Purnell Lambertson | 4. März 1929 – 3. Januar 1945   | Republikaner |
| Albert McDonald Cole       | 3. Januar 1945 – 3. Januar 1953 | Republikaner |
| Howard Shultz Miller       | 3. Januar 1953 – 3. Januar 1955 | Demokrat     |
| William Henry Avery        | 3. Januar 1955 – 3. Januar 1963 | Republikaner |
| Robert Joseph Dole         | 3. Januar 1963 – 3. Januar 1969 | Republikaner |
| Keith George Sebelius      | 3. Januar 1969 – 3. Januar 1981 | Republikaner |
| Charles Patrick Roberts    | 3. Januar 1981 – 3. Januar 1997 | Republikaner |
| Jerry Moran                | 3. Januar 1997 – 3. Januar 2011 | Republikaner |
| Timothy Alan Huelskamp     | 3. Januar 2011 – 3. Januar 2017 | Republikaner |
| Roger Wayne Marshall       | 3. Januar 2017 – 3. Januar 2021 | Republikaner |
| Tracey Robert Mann         | seit 3. Januar 2021             | Republikaner |

## 2. Sitz (seit 1873)
| Name                         | Amtszeit                            | Partei         |
| ---------------------------- | ----------------------------------- | -------------- |
| Stephen Alonzo Cobb          | 4. März 1873 – 3. März 1875         | Republikaner   |
| John Randolph Goodin         | 4. März 1875 – 3. März 1877         | Demokrat       |
| Dudley Chase Haskell         | 4. März 1877 – 16. Dezember 1883    | Republikaner   |
| Edward Hogue Funston         | 21. März 1884 – 2. August 1894      | Republikaner   |
| Horace Ladd Moore            | 2. August 1894 – 3. März 1895       | Demokrat       |
| Orrin Larrabee Miller        | 4. März 1895 – 3. März 1897         | Republikaner   |
| Mason Summers Peters         | 4. März 1897 – 3. März 1899         | Populist Party |
| Justin De Witt Bowersock     | 4. März 1899 – 3. März 1907         | Republikaner   |
| Charles Frederick Scott      | 4. März 1907 – 3. März 1911         | Republikaner   |
| Alexander Clark Mitchell     | 4. März 1911 – 7. Juli 1911         | Republikaner   |
| Joseph Taggart               | 7. November 1911 – 3. März 1917     | Demokrat       |
| Edward Campbell Little       | 4. März 1917 – 27. Juni 1924        | Republikaner   |
| Ulysses Samuel Guyer         | 4. November 1924 – 3. März 1925     | Republikaner   |
| Chauncey Bundy Little        | 4. März 1925 – 3. März 1927         | Demokrat       |
| Ulysses Samuel Guyer         | 4. März 1927 – 5. Juni 1943         | Republikaner   |
| Errett Power Scrivner        | 14. September 1943 – 3. Januar 1959 | Republikaner   |
| Newell Adolphus George       | 3. Januar 1959 – 3. Januar 1961     | Demokrat       |
| Robert Fred Ellsworth        | 3. Januar 1961 – 3. Januar 1963     | Republikaner   |
| William Henry Avery          | 3. Januar 1963 – 3. Januar 1965     | Republikaner   |
| Chester Louis Mize           | 3. Januar 1965 – 3. Januar 1971     | Republikaner   |
| William Robert Roy           | 3. Januar 1971 – 3. Januar 1975     | Demokrat       |
| Martha Elizabeth Keys        | 3. Januar 1975 – 3. Januar 1979     | Demokrat       |
| James Edmund Jeffries        | 3. Januar 1979 – 3. Januar 1983     | Republikaner   |
| James Charles Slattery       | 3. Januar 1983 – 3. Januar 1995     | Demokrat       |
| Samuel Dale Brownback        | 3. Januar 1995 – 7. November 1996   | Republikaner   |
| James Ronald Ryun            | 27. November 1996 – 3. Januar 2007  | Republikaner   |
| Nancy Boyda                  | 3. Januar 2007 – 3. Januar 2009     | Demokrat       |
| Lynn Jenkins                 | 3. Januar 2009 – 3. Januar 2019     | Republikaner   |
| Steven Charles Watkins Jr.   | 3. Januar 2019 – 3. Januar 2021     | Republikaner   |
| Jacob Andrew Joseph LaTurner | seit 3. Januar 2021                 | Republikaner   |

## 3. Sitz (seit 1873)
| Name                       | Amtszeit                          | Partei         |
| -------------------------- | --------------------------------- | -------------- |
| William Addison Phillips   | 4. März 1873 – 3. März 1875       | Republikaner   |
| William Ripley Brown       | 4. März 1875 – 3. März 1877       | Republikaner   |
| Thomas Ryan                | 4. März 1877 – 3. März 1885       | Republikaner   |
| Bishop Walden Perkins      | 4. März 1885 – 3. März 1891       | Republikaner   |
| Benjamin Hutchinson Clover | 4. März 1891 – 3. März 1893       | Populist Party |
| Thomas Jefferson Hudson    | 4. März 1893 – 3. März 1895       | Populist Party |
| Snyder Solomon Kirkpatrick | 4. März 1895 – 3. März 1897       | Republikaner   |
| Edwin Reed Ridgely         | 4. März 1897 – 3. März 1901       | Populist Party |
| Alfred Metcalf Jackson     | 4. März 1901 – 3. März 1903       | Demokrat       |
| Philip Pitt Campbell       | 4. März 1903 – 3. März 1923       | Republikaner   |
| William Henry Sproul       | 4. März 1923 – 3. März 1931       | Republikaner   |
| Harold Clement McGugin     | 4. März 1931 – 3. Januar 1935     | Republikaner   |
| Edward White Patterson     | 3. Januar 1935 – 3. Januar 1939   | Demokrat       |
| Thomas Daniel Winter       | 3. Januar 1939 – 3. Januar 1947   | Republikaner   |
| Herbert Alton Meyer        | 3. Januar 1947 – 2. Oktober 1950  | Republikaner   |
| Myron Virgil George        | 7. November 1950 – 3. Januar 1959 | Republikaner   |
| Denver David Hargis        | 3. Januar 1959 – 3. Januar 1961   | Demokrat       |
| Walter Lewis McVey         | 3. Januar 1961 – 3. Januar 1963   | Republikaner   |
| Robert Fred Ellsworth      | 3. Januar 1963 – 3. Januar 1967   | Republikaner   |
| Edward Lawrence Winn       | 3. Januar 1967 – 3. Januar 1985   | Republikaner   |
| Jan Meyers                 | 3. Januar 1985 – 3. Januar 1997   | Republikaner   |
| Vincent K. Snowbarger      | 3. Januar 1997 – 3. Januar 1999   | Republikaner   |
| Dennis Moore               | 3. Januar 1999 – 3. Januar 2011   | Demokrat       |
| Kevin Wayne Yoder          | 3. Januar 2011 – 3. Januar 2019   | Republikaner   |
| Sharice Lynnette Davids    | seit 3. Januar 2019               | Demokrat       |

## 4. Sitz (seit 1883)
| Name                       | Amtszeit                         | Partei         |
| -------------------------- | -------------------------------- | -------------- |
| Lewis Hanback              | 4. März 1883 – 3. März 1885      | Republikaner   |
| Thomas Ryan                | 4. März 1885 – 4. April 1889     | Republikaner   |
| Harrison Kelley            | 2. Dezember 1889 – 3. März 1891  | Republikaner   |
| John Grant Otis            | 4. März 1891 – 3. März 1893      | Populist Party |
| Charles Curtis             | 4. März 1893 – 3. März 1899      | Republikaner   |
| James Monroe Miller        | 4. März 1899 – 3. März 1911      | Republikaner   |
| Fred Schuyler Jackson      | 4. März 1911 – 3. März 1913      | Republikaner   |
| Dudley Doolittle           | 4. März 1913 – 3. März 1919      | Demokrat       |
| Homer Hoch                 | 4. März 1919 – 3. März 1933      | Republikaner   |
| William Randolph Carpenter | 4. März 1933 – 3. Januar 1937    | Demokrat       |
| Edward Herbert Rees        | 3. Januar 1937 – 3. Januar 1961  | Republikaner   |
| Garner E. Shriver          | 3. Januar 1961 – 3. Januar 1977  | Republikaner   |
| Daniel Robert Glickman     | 3. Januar 1977 – 3. Januar 1995  | Demokrat       |
| Todd Tiahrt                | 3. Januar 1995 – 3. Januar 2011  | Republikaner   |
| Michael Richard Pompeo     | 3. Januar 2011 – 23. Januar 2017 | Republikaner   |
| Ronald Gene Estes          | seit 25. April 2017              | Republikaner   |

## 5. Sitz (1883–1993)
| Name                         | Amtszeit                           | Partei         |
| ---------------------------- | ---------------------------------- | -------------- |
| Edmund Needham Morrill       | 4. März 1883 – 3. März 1885        | Republikaner   |
| John Alexander Anderson      | 4. März 1885 – 4. April 1891       | Republikaner   |
| John Davis                   | 4. März 1891 – 3. März 1895        | Populist Party |
| William Alexander Calderhead | 4. März 1895 – 3. März 1897        | Republikaner   |
| William Davis Vincent        | 4. März 1897 – 3. März 1899        | Populist Party |
| William Alexander Calderhead | 4. März 1899 – 3. März 1911        | Republikaner   |
| Rollin Raymond Rees          | 4. März 1911 – 3. März 1913        | Republikaner   |
| Guy Tresillian Helvering     | 4. März 1913 – 3. März 1919        | Demokrat       |
| James George Strong          | 4. März 1919 – 3. März 1933        | Republikaner   |
| William Augustus Ayres       | 4. März 1933 – 22. August 1934     | Demokrat       |
| John Mills Houston           | 3. Januar 1935 – 3. Januar 1943    | Demokrat       |
| Clifford Ragsdale Hope       | 3. Januar 1943 – 3. Januar 1957    | Republikaner   |
| James Floyd Breeding         | 3. Januar 1957 – 3. Januar 1963    | Demokrat       |
| Joe Skubitz                  | 3. Januar 1963 – 31. Dezember 1978 | Republikaner   |
| Robert Russell Whittaker     | 3. Januar 1979 – 3. Januar 1991    | Republikaner   |
| Richard Nichols              | 3. Januar 1991 – 3. Januar 1993    | Republikaner   |

## 6. Sitz (1883–1963)
| Name                              | Amtszeit                        | Partei         |
| --------------------------------- | ------------------------------- | -------------- |
| Bishop Walden Perkins             | 4. März 1883 – 3. März 1885     | Republikaner   |
| Lewis Hanback                     | 4. März 1885 – 3. März 1887     | Republikaner   |
| Erastus Johnson Turner            | 4. März 1887 – 3. März 1891     | Republikaner   |
| William Baker                     | 4. März 1891 – 3. März 1897     | Populist Party |
| Nelson B. McCormick               | 4. März 1897 – 3. März 1899     | Populist Party |
| William Augustus Reeder           | 4. März 1899 – 3. März 1911     | Republikaner   |
| Isaac Daniel Young                | 4. März 1911 – 3. März 1913     | Republikaner   |
| John Robert Connelly              | 4. März 1913 – 3. März 1919     | Demokrat       |
| Hays Baxter White                 | 4. März 1919 – 3. März 1929     | Republikaner   |
| Charles Isaac Sparks              | 4. März 1929 – 3. März 1933     | Republikaner   |
| Kathryn Ellen O’Loughlin McCarthy | 4. März 1933 – 3. Januar 1935   | Demokrat       |
| Frank Carlson                     | 3. Januar 1935 – 3. Januar 1947 | Republikaner   |
| Wint Smith                        | 3. Januar 1947 – 3. Januar 1961 | Republikaner   |
| Robert Joseph Dole                | 3. Januar 1961 – 3. Januar 1963 | Republikaner   |

## 7. Sitz (1883–1943)
| Name                    | Amtszeit                          | Partei         |
| ----------------------- | --------------------------------- | -------------- |
| Samuel Ritter Peters    | 4. März 1883 – 3. März 1891       | Republikaner   |
| Jeremiah Simpson        | 4. März 1891 – 3. März 1895       | Populist Party |
| Chester Isaiah Long     | 4. März 1895 – 3. März 1897       | Republikaner   |
| Jeremiah Simpson        | 4. März 1897 – 3. März 1899       | Populist Party |
| Chester Isaiah Long     | 4. März 1899 – 3. März 1903       | Republikaner   |
| Victor Murdock          | 4. März 1903 – 3. März 1907       | Republikaner   |
| Edmond Haggard Madison  | 4. März 1907 – 18. September 1911 | Republikaner   |
| George Arthur Neeley    | 9. Januar 1912 – 3. März 1915     | Demokrat       |
| Jouett Shouse           | 4. März 1915 – 3. März 1919       | Demokrat       |
| Jasper Napoleon Tincher | 4. März 1919 – 3. März 1927       | Republikaner   |
| Clifford Ragsdale Hope  | 4. März 1927 – 3. Januar 1943     | Republikaner   |

## 8. Sitz (1893–1933)
| Name                     | Amtszeit                    | Partei         |
| ------------------------ | --------------------------- | -------------- |
| William Alexander Harris | 4. März 1893 – 3. März 1895 | Populist Party |
| Richard Whiting Blue     | 4. März 1895 – 3. März 1897 | Republikaner   |
| Jeremiah Dunham Botkin   | 4. März 1897 – 3. März 1899 | Populist Party |
| Willis Joshua Bailey     | 4. März 1899 – 3. März 1901 | Republikaner   |
| Charles Frederick Scott  | 4. März 1901 – 3. März 1907 | Republikaner   |
| Victor Murdock           | 4. März 1907 – 3. März 1915 | Republikaner   |
| William Augustus Ayres   | 4. März 1915 – 3. März 1921 | Demokrat       |
| Richard Ely Bird         | 4. März 1921 – 3. März 1923 | Republikaner   |
| William Augustus Ayres   | 4. März 1923 – 3. März 1933 | Demokrat       |